# Zaříčany

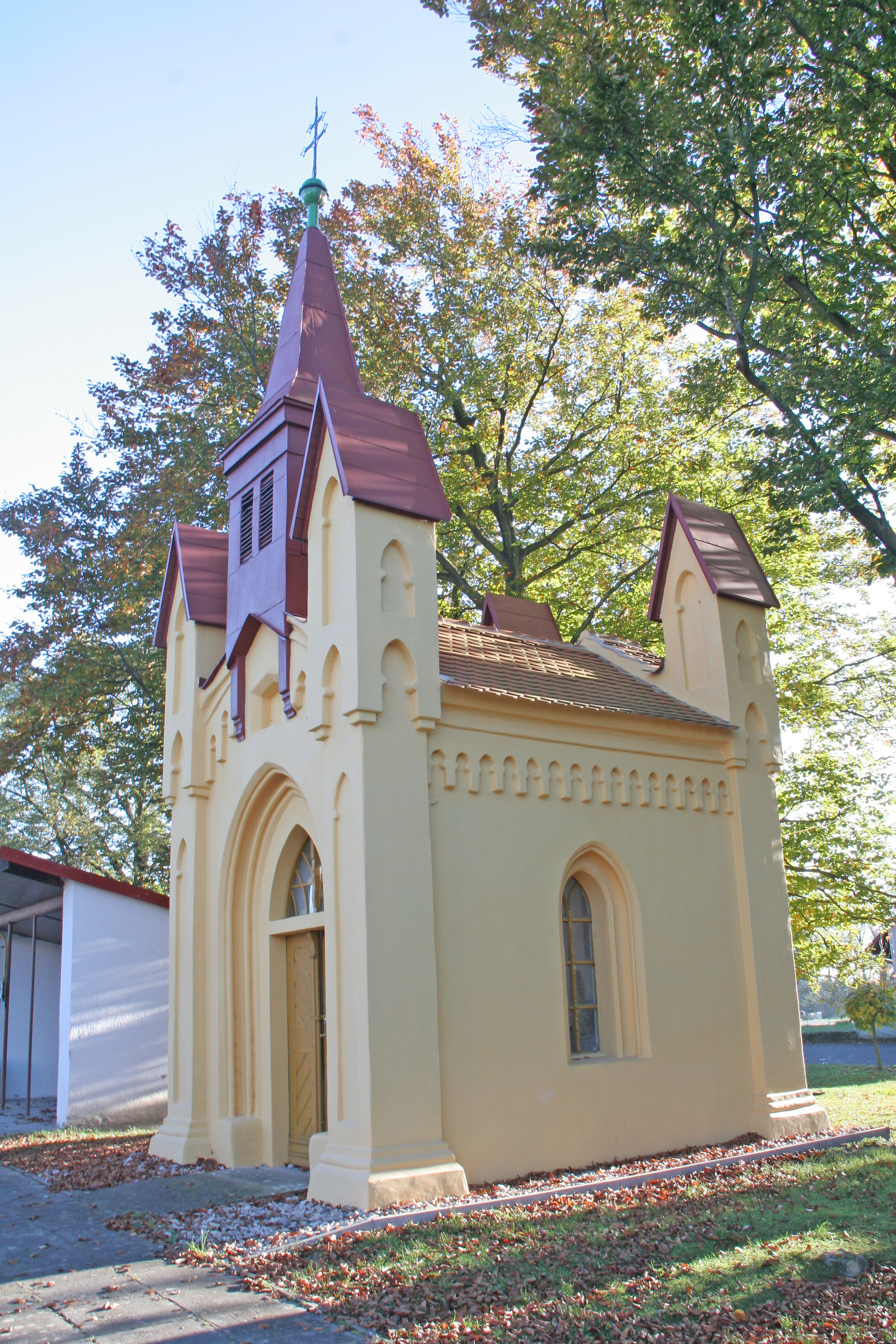
Kapelle

Zaříčany (deutsch Zaritschan, 1939–45 Sarschitschan) ist ein Ortsteil der Minderstadt Bílé Podolí im Okres Kutná Hora in Tschechien. Er liegt sieben Kilometer nordöstlich von Čáslav.

## Geographie
Zaříčany befindet sich rechtsseitig des Baches Starkočský potok in der Čáslavská kotlina (Czaslauer Becken). Östlich des Dorfes entspringt der Zaříčanský potok. Nördlich erhebt sich der Na Hradišti (222 m n.m.), südöstlich der Na Vrších (239 m n.m.) und im Nordwesten der Na Šístce (224 m n.m.).
Nachbarorte sind Svobodná Ves, Brambory und Koukalka im Norden, Litošice im Nordosten, Pazderna und Bílé Podolí im Osten, Starkoč im Südosten, Zbyslav und Polsko im Süden, Výčapy, Vlačice und Druhanice im Südwesten, Bojmany im Westen sowie Borek im Nordwesten.

## Geschichte
Archäologische Funde auf der westlich des Dorfes befindlichen Anhöhe Ve vlčích jamách bzw. Na stezkách belegen eine frühzeitliche Besiedlung der Ortsflur. Neben gebrannten Steinen und Glasschlacken wurden dort auch ein 22 cm hohes bauchiges metallenes Behältnis, eine eiserne Pfeilspitze von 25 cm Länge sowie 11 cm lange Bronzenadeln aufgefunden, die der Römerzeit zu Beginn unserer Zeitrechnung zuzuordnen sind. Weitere Keramikfunde aus der Zeit der slawischen Burghügelkultur stammen aus dem 5. und 6. Jahrhundert.
Die erste schriftliche Erwähnung des Dorfes erfolgte im Jahre 1353 als Teil der Herrschaft Žleby. Später wurde Zaříčany an Zbyslav angeschlossen. Zum Ende des 17. Jahrhunderts erwarb Maximilian von Thun und Hohenstein das Gut Zbyslav mit den Dörfern Lovčice, Starkoč sowie Zaříčany und schlug es seiner Fideikommissherrschaft Žehušice zu.
Im Jahre 1840 bestand Zařitschan bzw. Zařičany aus 58 Häusern, in denen 409 Personen lebten. Im Ort gab es einen zeitweilig verpachteten herrschaftlichen Meierhof und eine Beschälstation. Abseits lag nördlich des Dorfs ein Jägerhaus (Fasanheger). Pfarrort war Zbislau.
Nach der Aufhebung der Patrimonialherrschaften bildete Zářičany eine Gemeinde im Gerichtsbezirk Časlau. Ab 1868 gehörte der Ort zum Bezirk Časlau. Zum Ende des 19. Jahrhunderts wurde Zařičany als Ortsname verwendet. Auf Anordnung der Linguistischen Kommission in Prag wurde 1920 der Ortsname in Zaříčany abgeändert.
Im Zuge der Gebietsreform von 1960 wurde der Okres Čáslav aufgehoben; Zaříčany wurde dem Okres Kutná Hora zugeordnet und 1961 nach Bílé Podolí eingemeindet. Am 3. März 1991 hatte der Ort 151 Einwohner; beim Zensus von 2001 lebten in den 72 Wohnhäusern von Zaříčany 118 Personen.

## Ortsgliederung
Der Ortsteil Zaříčany bildet einen Katastralbezirk.

## Sehenswürdigkeiten
- Kapelle auf dem Dorfplatz
- Gedenkstein für die Gefallenen des Ersten Weltkrieges, auf dem Dorfplatz